# St. Patrick's Street

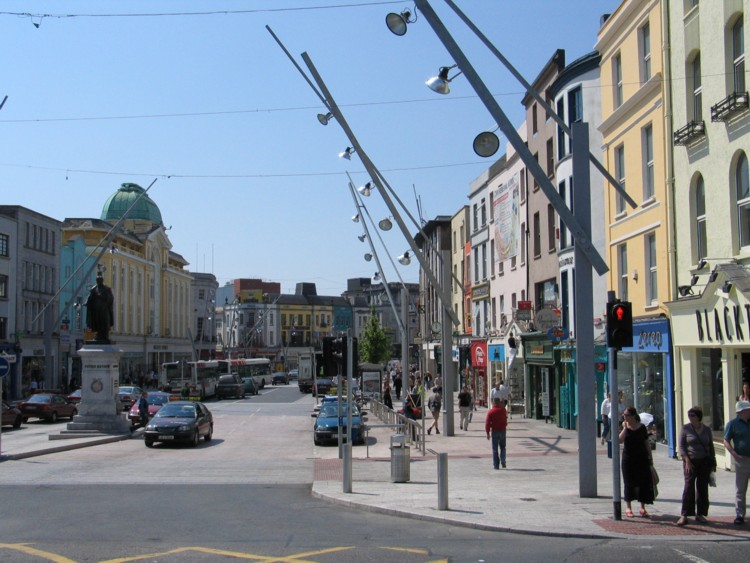
St. Patrick's Street, réaménagée par l'architecte Beth Gali.

St Patrick's Street (Sráid Naomh Pádraig en irlandais), aussi surnommée Pana est la principale rue commerçante de la ville de Cork en Irlande. Depuis sa rénovation en 2004 par l'architecte catalane Beth Galí, elle a gagné deux fois le titre de meilleure rue commerçante de la république d'Irlande.
Elle suit un tracé courbe depuis Saint Patrick's Quay jusqu'à Daunt Square, où elle rejoint Grand Parade.
La forme qu'adopte cette artère s'explique par le fait qu'elle a été aménagée au-dessus d'un ancien bras de la Lee.
On y trouve plusieurs grandes enseignes telles Debenhams, Penneys, Dunnes Stores et Brown Thomas.